# 东方枣螺
东方枣螺（学名：Bulla orientalis）为枣螺科枣螺属的动物。分布于日本、澳大利亚、美国西海岸、台湾岛以及中国大陆的海南、南海海域等地，属于暖水性种类。其常栖息于潮间带-潮下带浅水区岩礁、海藻间。
其种加词“orientalis”意为“东方的”。